# اکایا، کوزان
اکایا، کوزان (به لاتین: Akkaya, Kozan) یک منطقهٔ مسکونی در ترکیه است که در استان آدانا واقع شده‌است.